# آوزیر رویتسکی
آوزیر رویتسکی (به انگلیسی: Aviezer Ravitsky) (تولد ۱۹۴۵) فیلسوف و استاد اسرائیلی است. او متولد اورشلیم اسلام و در خانواده‌ای صهیون و مذهبی بزرگ شد و در دوران جوانی رهبری جنبش جوانان آکیوا را به عهده گرفت. او به عنوان دانش آموز فارغ‌التحصیل در فلسفه یهودیت در دانشگاه عبری، او رهبری اتحادیه اتحادیه دانشجویان را به عهده داشت. تز دکترای او در رابطه "the early commentators on Maimonides' Guide of the Perplexed" بود. در ۱۹۸۰ او هیئت علمی یهودشناسی در دانشگاه عبری اورشلیم شد و بعدها رئیس و مدیر مؤسسه یهودشناسی در آنجا گشت. رویتسکی عضو فعال شورای اسرائیل برای آموزش عالی است و از ۱۹۹۵ او به عنوان عضو مهمان در مؤسسه دموکراسی اسرائیل است جایی که او رهبری تحقیقات پروژه‌ای مرتبط با مذهب و دولت را به عهده داشت و برخی از این موارد را به چاپ رسانید.